# Бугыбай
Бугыбай (каз. Бұғыбай; год рожд. неизв. — 1847) — казахский батыр, полководец. Происходит из рода ойык племени Ысты Старшего жуза.
Участник национально-освободительной борьбы казахского народа под руководством Кенесары Касымова. Погиб в одном из сражений с киргизами. Подвиги Бугыбая воспеты в дастанах Нысанбая-жырау «Кенесары — Наурызбай», Доскей-акына «Кенесары». Образ Бугыбая создан в пьесе М. Ауэзова «Хан Кене».